# 稲森照男
稲森 照男（いなもり てるお、1931年（昭和6年）1月31日 - 2020年（令和2年）7月12日）は、日本の実業家。稲森パーキング創業者。元静岡県ハンドボール協会会長。元日本体育協会理事。旭日小綬章受章。

## 人物・経歴
1943年（昭和18年）、静岡県立静岡中学校入学、1948年（昭和23年）、静岡県立静岡第一高等学校卒業。同年、慶應義塾大学経済学部入学、ハンドボール部に所属。3,4年生時、関東学生選抜、4年生時、主将。この間、地元静岡県立静岡城北高等学校の技術指導を行い、同校が数年に亘り全日本高校選手権、国民体育大会で優勝する黄金時代の基礎づくりに貢献した。
大学卒業後は食品原料卸商、富士農商事に入社、1959年（昭和34年）、総理府より皇太子御成婚記念行事として実施された、日本青年海外派遣団員として米国に3ヶ月滞在。このアメリカ滞在の経験から、将来の日本におけるモータリゼーション化を予測、昭和30年代、駐車場業という業態が日本に一件もなかった時代に、いち早く産業として日本に導入。静岡市中心街にて駐車場業を開始し、これがのちの稲森パーキング創業に繋がっていく。1964年（昭和39年）、静岡県青年会議所理事長。1968年（昭和43年）、富士農商事株式会社代表取締役社長に就任。日本平ゴルフクラブ社長・理事長、菊川カントリークラブ会長兼社長、全日本駐車協会副会長、静岡県駐車協会会長、一般社団法人静岡倶楽部第十四代理事長（2007年-2010年）などを務め、静岡県の産業の発展に貢献した。
ハンドボール界では、1977年（昭和52年）、静岡県ハンドボール協会第五代会長に就任。母校、慶應義塾大学ハンドボール部会長を務めた。1985年（昭和60年）より5年間、日本体育協会の理事を、また県体育協会顧問を務め、スポーツ振興にも貢献した。2003年（平成15年）、旭日小綬章受章。